# Вустров (Мекленбург-Зенплатте)
Вустров (нем. Wustrow) — община в Германии, в земле Мекленбург-Передняя Померания, входит в район Мекленбург-Зенплатте и подчиняется управлению Мекленбургише-Кляйнзенплатте.
Население составляет 710 человек (на 31 декабря 2013 года). Занимает площадь 42,93 км².

## Состав коммуны
В состав коммуны входят 9 населённых пунктов:
- Вустров (нем. Wustrow)
- Грюнплан (нем. Grünplan)
- Зевальде (нем. Seewalde)
- Дрозедов[нем.] (нем. Drosedow)
- Канов[нем.] (нем. Canow)
- Ной-Вустров (нем. Neu Wustrow)
- Ной-Дрозедов (нем. Neu Drosedow)
- Ной-Канов[нем.] (нем. Neu Canow)
- Пелицхоф (нем. Pälitzhof)

## История
Первое упоминание о поселении Вустров относится к 25 января 1349 года.

## Галерея
- Везенберг на карте района и управления
- Вид на Вустров
- Вид на Ной-Канов
- Озеро Лабус